# Virginia Soto Rodríguez
Virginia Soto Rodríguez (Dolores Hidalgo, Guanajuato; 15 de octubre de 1928-Dolores Hidalgo, 19 de julio de 1985) fue una política mexicana. Reconocida por ser la primera mujer electa democráticamente para acceder al cargo de presidente municipal de la ciudad de Dolores Hidalgo C.I.N., en México, y la primera diputada federal guanajuatense al participar en la XVL Legislatura del Congreso de la Unión.

## Inicios
Nació el 15 de octubre de 1928 en la calle Chiapas de la ciudad de Dolores Hidalgo, Guanajuato. Fue hija de Everardo Soto, líder sindical y empleado del gobierno local, y Soledad Rodríguez. Estudió la primaria y tomó cursos de mecanografía y redacción en su ciudad natal. En 1951 trabajó como secretaria administrativa de la Presidencia Municipal.

## Trayectoria política
Virginia Soto se postuló a la presidencia municipal en 1958, ganando por abrumadora mayoría, convirtiéndose así en la primera mujer en la historia de Guanajuato y la segunda en la historia de México en ocupar dicho cargo. En 1960, en que se cumplieron los 150 años del Grito de Dolores, fue la encargada de recibir al presidente de la República Adolfo López Mateos y al gobernador de Guanajuato Juan José Torres Landa en las celebraciones. Fueron inauguradas alrededor de 20 obras materiales, concedidas por el Gobierno Federal gracias a la gestión directa de la presidente municipal.
Algunas de las obras realizadas durante este periodo son:
- Electrificación del centro de la ciudad hasta la Estación de Ferrocarril.
- Carretera de Dolores Hidalgo a San Felipe.
- Carretera de Dolores Hidalgo a Guanajuato.
- Construcción de la presa y calles en la comunidad de Peñuelitas.
- Construcción del edificio de correos.
- Finalización del adoquín en gran parte de las calles de la ciudad.
- Instauración del CECATI 60 y CBTis 75.
- Monumento a los Héroes en la Calzada del mismo nombre

En 1961 fue elegida diputada federal titular representando al Primer Distrito del Estado de Guanajuato en la XVL Legislatura del Congreso de la Unión, tuvo como suplente a Luis Macías Luna, siendo también la primera mujer guanajuatense en ocupar una diputación federal, posteriormente fue senadora suplente. Ocupó el cargo de Oficial administrativo de la Secretaría de Agricultura y Recursos Hidráulicos del Gobierno Federal de 1969 hasta su muerte.

## Legado
Virginia Soto Rodríguez falleció el 19 de julio de 1985 a causa de cáncer. Después de su muerte, su casa fue donada para funcionar como guardería para los hijos de las trabajadoras, y que a lo largo de los años funciona como tal. Soto Rodríguez fue una pionera en el liderazgo político femenino en México, abriendo las puertas a generaciones de mujeres dispuestas a dedicarse a la política.
Cada año el Gobierno Municipal de Dolores Hidalgo entrega el Galardón Virginia Soto Rodríguez a la labor de mujeres Dolorenses destacadas en ámbitos como la cultura, la salud y la educación.